# Boomerang (España)
Boomerang fue un canal de televisión por suscripción español dedicado a los dibujos animados clásicos y de culto, propiedad de Time Warner y operado por Turner Broadcasting System, también propietaria de Cartoon Network, TNT, TCM y TCM Clásico y operaba bajo la marca internacional Boomerang. El canal tenía una señal timeshift, que retransmitía programación una hora más tarde, llamada Boomerang +1.
El canal inició sus emisiones en 1 de diciembre de 2004, separándose del canal Cartoon Network, donde Boomerang era una sección diferenciada en el canal. El canal era usado por Turner, para la emisión de animación clásica de la compañía, permitiendo a Cartoon Network, la emisión de contenido más moderno.
El 1 de septiembre de 2011, el canal cesó sus emisiones para dar paso a un nuevo canal llamado Cartoonito, un nuevo canal enfocado al público preescolar de entre 3 y 7 años de edad. Posteriormente, Cartoonito cerró sus emisiones el 1 de julio de 2013 junto con Cartoon Network España , debido a la fuerte crisis económica española, trasladando a su programación al canal de TDT Boing. Actualmente El contenido del canal se transfirió exclusivamente a la plataforma de streaming Max.